# Re-mito

## 概要
re-mito（レミト）は、茨城県水戸市を拠点に活動している女性ローカルアイドルグループである。2021年3月に水戸ご当地アイドル（仮）の事実上の後継アイドルグループとして誕生した。
活動理念は「茨城県・水戸市をもっと元気に！茨城・水戸を全国に発信！」

## 来歴
- 2021年3月 -デビュー
- 2021年7月 - 日本ご当地アイドル活性協会が選ぶ「2021年上半期（第16回）アイドルセレクト10」に選出[1]
- 2021年10月 -『水戸の恋恋物語』発表
- 2022年6月 -『なななえぶりでい』発表
- 2022年9月 -1st Single 「Rainbow」をリリース
- 2024年1月 -『わんうぇいＬＯＶＥ』発表
- 2024年2月 -わかな、えいか、みう正式メンバーに昇格
- 2024年4月 - 6月に開催されるクロちゃん主催の大型フェス「クロフェス2024 ～5周年だよ！全員集合！だしん！～」にて茨城県代表として選出が発表[2]
- 2024年4月 -うた卒業
- 2024年3月 -『進め！』 発表
- 2024年6月 - のあ卒業
- 2024年8月 -『メンタルサバイバー』 発表
- 2024年11月 - れお卒業　結成当時のメンバーは全員卒業・又は脱退となった
- 2025年3月 -『美味しいラーメン食べたい』発表
- 2025年3月 - みう脱退
- 2025年3月 - あかり卒業
- 2025年3月 - まな正規メンバーに昇格、新体制（わかな、えいか、まな）の活動スタート
- 2025年9月 - 新体制での単独ライブ『レミト本気ライブ ～この夏最後の卍解チャンス～』を、同年9月14日（日）にVOICE水戸にて開催予定

## イベント活動
レミト（Re-mito）は2021年の結成以来、茨城県を拠点にライブパフォーマンスのほか、ライブ中にメンバーが台本を作成した寸劇やトーク、撮影会、特典会など多彩なイベントを展開するとともに、SNSや配信を活用した情報発信にも力を入れている
 地域密着型の活動とファンとの近い距離感を特徴とする
 多くのイベントは観覧無料で開催されているが、一部撮影会など参加費が必要なものもある
1. 「茨の道の駅」シリーズ（道の駅ライブ）
茨城県内の道の駅を巡る観覧無料の屋外ライブ
2022年12月に道の駅かさまで初開催されて以降、道の駅いたこや常陸大宮かわプラザなど複数箇所で継続的に行われている
地域の農産物・観光資源と連携した構成が特徴で幅広い層に親しまれている
2. 茨城グルグルツアー（観光施設巡回型イベント） 
筑波山ロープウェイ、こもれび森のイバライド、大洗シーサイドステーションなど県内各地の観光スポットや商業施設を巡る巡回型ライブツアー
各会場ごとの特色に合わせた演出やセットリストが用意されている
3. その他イベント・フェス出演 
商業施設の特設ステージ、地域主催の祭事、啓発イベント（例：投票推進キャンペーン）に参加している
多様なステージに対応する柔軟なパフォーマンス力と地域協働姿勢で活動している 
ライブの合間やイベント内で、メンバー台本作成による寸劇が不定期に披露され、観客を楽しませている
4. 撮影会単独イベント 
ライブを伴わず撮影のみを目的とした参加費制イベント 
季節に応じた衣装（浴衣、ハロウィン、私服など）をまとったメンバーをファンが自由に撮影できるスタイルで開催 
近距離での交流が可能なことからファンとのつながりを深める場として親しまれている
5. 特典会（ファン交流イベント） 
ライブや撮影会に付随して実施される特典会では、チェキ撮影や個別会話のほか、プロマイド販売、メンバーの許可を得た写真撮影、不定期でアクリルスタンド（アクスタ）販売、私物へのサイン対応、動画撮影などが行われている 
衣装テーマや撮影スタイルに工夫が凝らされ、ファンのリピート参加が多いコンテンツとなっている
6. 生誕ライブ・単独ライブ・ライブハウス参加  
メンバーの生誕を祝う「生誕ライブ」やライブハウスでの単独公演、他グループのライブハウスライブへの参加も行っている
より濃密でライブ感あふれるパフォーマンスが特徴で、多くのファンに親しまれている
7. 運動会・ボーリング大会などファン交流イベント
ファンとメンバーが交流を深める目的で運動会やボーリング大会などのイベントも開催
ライブ以外の親睦の場としてファン同士・メンバーとの距離を縮める機会となっている
8. みんなの写真展
ファンから公募した写真作品を展示する不定期開催の参加型企画
メンバーの活動や季節ごとのテーマにちなんだ作品が集まり、ファンによる創作や表現の機会となっている
2025年は「レミトメンバーの夏の想い出」をテーマに、水戸OPAでの開催が予定されている（8月10日〜25日）
A4サイズで応募された写真の中から選出された作品が展示予定
9. レミトガチャ（グッズ販売）
水戸OPA 5階エスカレーター前に常設されたカプセルトイ形式の「レミトガチャ」では、缶バッジ・アクリルキーホルダー・メンバー手作り商品などのグッズを販売
 「大当たり」として全面プリントTシャツなどの限定品が投入されることもあり、ファンの楽しみの一つとなっている
10. レミト旅（地域紹介シリーズ） 
「レミト旅」はグループの公式アカウントやメンバーのSNSで紹介される地域紹介企画
 茨城県内の観光地や飲食店、特産品などを訪れ、その魅力を発信している 
 地域密着型の活動の一環として定着しており、グループの魅力と地元の魅力を一緒に伝える取り組みとなっている
紹介された場所をファン（みとっぽ）が自発的に訪れ、SNSで共有する動きも広がっている 
2025年発表の楽曲『美味しいラーメン食べたい』に関連してラーメン店の紹介も多く、音楽・地域・ファンが連動する展開となっている
11. SNS発信（X・TikTokなど）
公式アカウントに加え、メンバー個人によるSNS発信も活発
 X（旧Twitter）ではイベントの告知や報告、レミト旅での訪問記録や日常のつぶやきが投稿され、ファンとの交流の場となっている
 TikTokではダンス動画や企画系の短編動画が投稿されており、メンバーの個性や雰囲気を楽しめる内容となっている
12. オンライン配信（SHOWROOM） 
毎週月曜19時頃を中心に定期配信を行うほか、不定期での配信も実施している
X（旧Twitter）では配信予定や告知がされることがあり、配信情報の共有も行われている
リアルイベントに参加できないファンへのアプローチも充実している

## 「茨の道の駅」シリーズ（道の駅ライブ）
最新のみ表示　一部非表示（折りたたみ）
| 日付       | イベント名                                    | 会場                          | 市町村     | ステージ | 時間     | 衣装       | 曲目・内容                                                                                     | 備考                            |
| ---------- | --------------------------------------------- | ----------------------------- | ---------- | -------- | -------- | ---------- | ---------------------------------------------------------------------------------------------- | ------------------------------- |
| 2025/07/13 | 【#茨の道の駅】 道の駅 常陸大宮〜かわプラザ〜 | 道の駅 常陸大宮〜かわプラザ〜 | 常陸大宮市 | 1部      | 11：00〜 | レインボー | 我、いばらきっしゅ、（ビバサマレクチャー）、ビバサマ、おいラー                                 | 観覧無料／演後物販 タオルの準備 |
| 2025/07/13 | 【#茨の道の駅】 道の駅 常陸大宮〜かわプラザ〜 | 道の駅 常陸大宮〜かわプラザ〜 | 常陸大宮市 | 2部      | 14:00〜  | レインボー | 進め、ねばっぺ、トーク（メンバーのかわいいところ）、想梅メドレー、ビバサマ アンコール:メンサバ | 観覧無料／演後物販 タオルの準備 |
| 2025/06/14 | 【#茨の道の駅】 道の駅ひたちおおた            | 道の駅ひたちおおた            | 常陸太田市 | 1部      | 11：00〜 | チャイナ   | ラブドキ、いばらきっしゅ、トーク（生まれ変わるなら誰？）、メンサバ、ワナビー、ねばっぺ         | 観覧無料／物販あり              |
| 2025/06/14 | 【#茨の道の駅】 道の駅ひたちおおた            | 道の駅ひたちおおた            | 常陸太田市 | 2部      | 14:00〜  | レインボー | ラブドキ、伝、トーク（好きな鳥）、おいラー、魁、わんうぇい アンコール:梅                       | 観覧無料／物販あり              |

※一部非表示（折りたたみ）［表示］［隠す］クリックで開閉できます
| 日付       | イベント名                                    | 会場                          | 市町村     | ステージ | 時間     | 衣装     | 曲目・内容                                                                         | 備考                                                      |
| ---------- | --------------------------------------------- | ----------------------------- | ---------- | -------- | -------- | -------- | ---------------------------------------------------------------------------------- | --------------------------------------------------------- |
| 2025/03/08 | 【#茨の道の駅】 道の駅いたこ                  | 道の駅いたこ                  | 潮来市     | 1部      | 11:00〜  | シルバー | 恋恋、ななな、トーク(好きなお花)、メンサバ、きっしゅ、おいパラ                     | 観覧無料/物販あり 物販で1,000円以上買ったら、私物にサイン |
| 2025/03/08 | 【#茨の道の駅】 道の駅いたこ                  | 道の駅いたこ                  | 潮来市     | 2部      | 14:00〜  | 水戸黒   | 我、伝、トーク(今年の春休み何したい)、進め、想梅 アンコール:メンサバ               | 観覧無料/物販あり 物販で1,000円以上買ったら、私物にサイン |
| 2025/02/23 | 【#茨の道の駅】 道の駅 常陸大宮〜かわプラザ〜 | 道の駅 常陸大宮〜かわプラザ〜 | 常陸大宮市 | 1部      | 11:00〜  | ピンク   | ななな、フライハイ、トーク(常陸大宮の好きな所)、わんうぇい、きっしゅ、ワナビー     | 観覧無料/物販あり                                         |
| 2025/02/23 | 【#茨の道の駅】 道の駅 常陸大宮〜かわプラザ〜 | 道の駅 常陸大宮〜かわプラザ〜 | 常陸大宮市 | 2部      | 14:00〜  | ピンク   | 想、進め、トーク(お昼何食べた？)、サインはB、メンサバ、恋恋 アンコール:梅          | 観覧無料/物販あり                                         |
| 2025/02/16 | 【#茨の道の駅】 道の駅 ひたちおおた           | 道の駅 ひたちおおた           | 常陸太田市 | 1部      | 11：00〜 | パニエ   | わんうぇい、ワナビー、トーク(好きなイチゴデザート)、ねばっぺ、フライハイ、きっしゅ | 観覧無料／物販あり                                        |
| 2025/02/16 | 【#茨の道の駅】 道の駅 ひたちおおた           | 道の駅 ひたちおおた           | 常陸太田市 | 2部      | 15：00〜 | パニエ   | ななな、おいパラ、トーク(お昼ご飯)、想梅、魁 アンコール:我伝                       | 観覧無料／物販あり                                        |

## 茨城グルグルツアー（観光施設巡回型イベント）
最新のみ表示　一部非表示（折りたたみ）
| 日付       | イベント名                      | 会場                                     | 市町村   | ステージ | 時間     | 衣装         | 曲目・内容                                                                       | 備考                                                              |
| ---------- | ------------------------------- | ---------------------------------------- | -------- | -------- | -------- | ------------ | -------------------------------------------------------------------------------- | ----------------------------------------------------------------- |
| 2025/06/29 | 【茨城グルグル】 筑波山山頂LIVE | 筑波山ロープウェイつつじヶ丘レストハウス | つくば市 | 1部      | 11：00〜 | ベースボール | 伝、いばらきっしゅ、トーク（山頂で食べたいお菓子）、我、おいパラ、おいラー       | 雨天中止／観覧無料／一部演後物販あり                              |
| 2025/06/29 | 【茨城グルグル】 筑波山山頂LIVE | 筑波山ロープウェイつつじヶ丘レストハウス | つくば市 | 2部      | 14：30〜 | 納豆Tシャツ  | 我、おいパラ、トーク（好きな動物を叫ぶ）、メンサバ、梅、ねばっぺ アンコール:恋恋 | 二部演後 山頂私服撮影会 ロープウェイ運賃別参加費￥1000 終発17：00 |

※一部非表示（折りたたみ）［表示］［隠す］クリックで開閉できます
| 日付       | イベント名                                  | 会場                       | 市町村 | ステージ | 時間     | 衣装            | 曲目・内容                                                                                                   | 備考                            |
| ---------- | ------------------------------------------- | -------------------------- | ------ | -------- | -------- | --------------- | --- | ------------------------------- |
| 2025/06/15 | 【茨城グルグル】 大洗シーサイドステーション | 大洗シーサイドステーション | 大洗町 | 1部      | 11：00〜 | レミトTシャツ白 | 伝、フライハイ、（寸劇）、ねばっぺ、ワナビー、メンサバ                                                       | 観覧無料／物販あり              |
| 2025/06/15 | 【茨城グルグル】 大洗シーサイドステーション | 大洗シーサイドステーション | 大洗町 | 2部      | 14:00〜  | 私服            | いばらきっしゅ、フライハイ、トーク（夏にしたいこと）、わんうぇい、おいパラ、おいラー アンコール:想梅メドレー | 観覧無料／物販あり 私服（白黒） |
| 2025/03/01 | 【茨城グルグルツアー】 ひたち南ドライブイン | ひたち南ドライブイン       | 日立市 | 1部      | 11:00〜  | レインボー      | ねばっぺ、nerve、トーク（好きな海鮮食べ方）、ななな、進め、魁                                                | 観覧無料/物販あり               |
| 2025/03/01 | 【茨城グルグルツアー】 ひたち南ドライブイン | ひたち南ドライブイン       | 日立市 | 2部      | 14:00〜  | レインボー      | 想、梅、トーク(お昼ご飯何食べた)、フライハイ、ワナビー、恋恋 アンコール:nerve、進め                          | 観覧無料/物販あり               |
| 2025/02/02 | 【茨城グルグル】 大洗シーサイドステーション | 大洗シーサイドステーション | 大洗町 | 1部      | 11:00〜  | ベースボール    | 伝、フライハイ、(好きな海鮮)、ななな、メンサバ、魁                                                           | 観覧無料/物販あり               |
| 2025/02/02 | 【茨城グルグル】 大洗シーサイドステーション | 大洗シーサイドステーション | 大洗町 | 2部      | 14:00〜  | ベースボール    | 我、恋恋、トーク(大洗オススメスポット)、ラブドキ、ワナビー、進め アンコール:想梅                             | 観覧無料/物販あり               |

## その他イベント・フェス出演
最新のみ表示　一部非表示（折りたたみ）
| 日付       | イベント名                       | 会場                                           | 市町村     | ステージ | 時間    | 衣装 | 曲目・内容 | 備考                                                            |
| ---------- | -------------------------------- | ---------------------------------------------- | ---------- | -------- | ------- | ---- | ---------- | --------------------------------------------------------------- |
| 2025/09/07 | 第11回水戸浪漫三夜祭             | 二十三夜尊桂岸寺駐車場                         | 水戸市     | 1部      | 13:15〜 |      |            | 観覧無料／物販あり                                              |
| 2025/09/07 | 第11回水戸浪漫三夜祭             | 二十三夜尊桂岸寺駐車場                         | 水戸市     | 2部      | 20:05〜 |      |            | 観覧無料／物販あり                                              |
| 2025/09/06 | ふるさと全国 県人会まつり        | 久屋大通公園・エディオン久屋広場・エンゼル広場 | 名古屋市   | 1部      | 12:20〜 |      |            | 茨城PRチーム（県庁職員・みとちゃん・Re-mito）                   |
| 2025/09/06 | ふるさと全国 県人会まつり        | 久屋大通公園・エディオン久屋広場・エンゼル広場 | 名古屋市   | 2部      | 13:00〜 |      |            | 茨城PRチーム（県庁職員・みとちゃん・Re-mito） ゆるキャラ大集合" |
| 2025/08/30 | シーマークスクエアLIVE           | シーマークスクエア                             | 日立市     | 1部      | 11:00〜 |      |            | 観覧無料／各部演後物販あり                                      |
| 2025/08/30 | シーマークスクエアLIVE           | シーマークスクエア                             | 日立市     | 2部      | 14:00〜 |      |            | 観覧無料／各部演後物販あり                                      |
| 2025/08/24 | 水戸ティーンズフェスティバル2025 | 水戸駅南口 ペデストリアンデッキ                | 水戸市     | 1部      | 10:40〜 |      |            | 観覧無料／物販あり                                              |
| 2025/08/24 | 水戸ティーンズフェスティバル2025 | 水戸駅南口 ペデストリアンデッキ                | 水戸市     | 2部      | 16:35〜 |      |            | 観覧無料／物販あり                                              |
| 2025/08/23 | 第42回 あゆの里まつり            | 神奉地児童公園                                 | 常陸大宮市 | 1部      | 14:00〜 |      |            | 観覧無料／物販あり                                              |

※一部非表示（折りたたみ）［表示］［隠す］クリックで開閉できます
| 日付       | イベント名                                       | 会場                                 | 市町村     | ステージ   | 時間       | 衣装              | 曲目・内容 | 備考                                                                                 |
| ---------- | ------------------------------------------------ | ------------------------------------ | ---------- | ---------- | ---------- | ----------------- | --- | ------------------------------------------------------------------------------------ |
| 2025/08/16 | 第65回 日立あんどんまつり                        | かみねレジャーランド                 | 日立市     | 撮影会     | 14:30〜    | 私服              | 園内、園内のりものにて撮影（停止、稼働）                                                                             | 入場有料 撮影会参加費：1000円                                                        |
| 2025/08/16 | 第65回 日立あんどんまつり                        | かみねレジャーランド                 | 日立市     | 1部        | 16:40〜    | 私服              | ななな、ビバサマ、トーク（ジェットコースターどこに乗る？）、ラブドキ、進め、魁                                       | 入場有料／演後一斉物販レミト OGの参加予定                                            |
| 2025/08/16 | 第65回 日立あんどんまつり                        | かみねレジャーランド                 | 日立市     | 2部        | 19:40〜    | 顔Tシャツ         | ワナビー、恋恋、トーク（好きなアトラクション）、メンサバ、進め、わんうぇい、アンコール:想梅                          | 入場有料／演後一斉物販レミト OGの参加予定                                            |
| 2025/08/13 | 第21回 さとみ夏まつり                            | 里美ふれあい館イベント広場           | 常陸太田市 | 1部        | 17：10〜   | 浴衣              | ワナビー、恋恋、トーク（浴衣のポイント）、ななな、ビバサマ、おいラー                                                 | 観覧無料／前後物販 浴衣ライブ 真上に上がる花火大会 ペンライト(2500円)販売 宿題チェキ |
| 2025/08/03 | 第65回水戸黄門まつり                             | ワイワイくろばねフェスティバル       | 水戸市     | 1部        | 11：10〜   | ベースボール      | 恋恋、ななな、トーク（かき氷の好きな味）、ラーメンサバメドレー、魁                                                   |                                                                                      |
| 2025/08/03 | 第65回水戸黄門まつり                             | 泉町2丁目商店街ステージ              | 水戸市     | 2部        | 12：30〜   | 納豆Tシャツ       | 我、伝、トーク（食べたいご飯）、想、進め                                                                             |                                                                                      |
| 2025/08/03 | 第65回水戸黄門まつり                             | 泉町2丁目商店街ステージ              | 水戸市     | 3部        | 16：00〜   | レミトTシャツ     | ラブドキ、いばらきっしゅ、トーク（好きな遊べる屋台）、フライハイ、おいパラ、ワナビー                                 |                                                                                      |
| 2025/08/03 | 第65回水戸黄門まつり                             | 泉町2丁目商店街ステージ              | 水戸市     | 物販交流会 | 16：30〜   | レミトTシャツ     | |                                                                                      |
| 2025/08/03 | 第65回水戸黄門まつり                             | 泉町2丁目商店街ステージ              | 水戸市     | 4部        | 20：30〜   | レミトTシャツ     | ビバサマ、初恋サイダー、（2日間の感想）、ねばっぺ、梅、わんうぇい、トーク（プレゼント企画） アンコール:恋恋、魁      |                                                                                      |
| 2025/08/02 | 第65回水戸黄門まつり                             | 泉町2丁目商店街ステージ              | 水戸市     | 1部        | 12：30〜   | レミトTシャツ白   | 我、伝、トーク（2日間の目標）、想、進め                                                                              |                                                                                      |
| 2025/08/02 | 第65回水戸黄門まつり                             | 泉町2丁目商店街ステージ              | 水戸市     | 2部        | 16：00〜   | レミトTシャツ白   | ビバサマ、わんうぇい、トーク（屋台で食べたもの）、ねばっぺ、梅                                                       |                                                                                      |
| 2025/08/02 | 第65回水戸黄門まつり                             | 泉町2丁目商店街ステージ              | 水戸市     | 物販交流会 | 16：30〜   | レミトTシャツ白   | |                                                                                      |
| 2025/08/02 | 第65回水戸黄門まつり                             | 大工町交番前ステージ                 | 水戸市     | 3部        | 19：15〜   | ギャラクシー      | ラーメンサバ、トーク（みんなの声を聞きたい）、想梅魁                                                                 |                                                                                      |
| 2025/08/02 | 第65回水戸黄門まつり                             | 泉町2丁目商店街ステージ              | 水戸市     | 4部        | 20：30〜   | ギャラクシー      | 恋恋、ななな、トーク（今日の感想）、おいラー、メンサバ、魁 アンコール:ビバサマ                                       | 豪雨ステージ                                                                         |
| 2025/07/27 | Enjoy! 夏フェス2025                              | 水戸OPA                              | 水戸市     | 1部        | 10:50〜    | レインボー        | おいラー、メンサバ、進め、わんうぇい                                                                                 | 物販あり／観覧無料                                                                   |
| 2025/07/27 | Enjoy! 夏フェス2025                              | 水戸OPA                              | 水戸市     | 2部        | 14:05〜    | レインボー        | ねばっぺ、ビバサマ、トーク（夏の目標）、恋恋、想、梅                                                                 | 物販あり／観覧無料                                                                   |
| 2025/07/26 | Enjoy! 夏フェス2025                              | 水戸OPA                              | 水戸市     | 1部        | 10:50〜    | シルバー          | 我伝想梅4曲メドレー                                                                                                  | 物販あり／観覧無料                                                                   |
| 2025/07/26 | ひたち大宮夏まつり                               | 大宮商店会ステージ                   | 常陸大宮市 | 1部        | 18:55〜    | ベースボール      | ビバサマ、わんうぇい、メンサバ、ねばっぺ、いばらきっしゅ                                                             | 前物販（17時から）/観覧無料                                                          |
| 2025/07/21 | 海の日 パジャマLIVE                              | 水戸OPA                              | 水戸市     | 1部        | 11：00〜   | パジャマ          | （寸劇）、ワナビー、おいラー、（寸劇）、伝、ビバサマ、魁                                                             | 観覧無料／各部演後物販                                                               |
| 2025/07/21 | 海の日 パジャマLIVE                              | 水戸OPA                              | 水戸市     | 2部        | 15：00〜   | パジャマ          | ラブドキ、ななな、（寸劇）、フライハイ、恋恋、わんうぇい アンコール:想梅メドレー                                     | 観覧無料／各部演後物販                                                               |
| 2025/07/19 | 参議院選挙 投票啓発LIVE                          | 水戸OPA                              | 水戸市     | 1部        | 11：00〜   | ピンク            | フライハイ、恋恋、（ビバサマレクチャー）、ビバサマ、ワナビー、おいパラ                                               | 観覧無料／各部演後物販 レミトメンバーのマニフェスト発表                              |
| 2025/07/19 | 参議院選挙 投票啓発LIVE                          | 水戸OPA                              | 水戸市     | 2部        | 15：00〜   | レミトTシャツ     | ラブドキ、ビバサマ、ディベート対決、伝、おいラー、ななな アンコール:想梅メドレー                                     | 観覧無料／各部演後物販 レミトメンバーのマニフェスト発表                              |
| 2025/06/08 | 環境フェスティバル那珂2025                       | 那珂市中央公民館                     | 那珂市     | 1部        | 13:30〜    | ギャラクシー      | 想、梅、トーク（環境をより良くするためにすること）、ななな、ワナビー、わんうぇい                                     | 観覧無料／演後物販あり                                                               |
| 2025/06/07 | プレースポーツみと 2025                          | 水戸市総合運動公園                   | 水戸市     | 1部        | 11：00〜   | ベースボール      | 想、梅、（寸劇）、我、フライハイ、進め                                                                               | 観覧無料／物販あり                                                                   |
| 2025/06/07 | プレースポーツみと 2025                          | 水戸市総合運動公園                   | 水戸市     | 2部        | 15：00〜   | ベースボール      | 進め、伝、トーク（好きなスポーツ）、恋恋、わんうぇい、おいラー                                                       | 観覧無料／物販あり                                                                   |
| 2025/06/01 | ほこたメロンフェスティバル2025                   | 鹿島灘海浜公園                       | 鉾田市     | 1部        | 10：40〜   | ギャラクシー      | おいパラ、恋恋、トーク（好きなメロン）、ラブドキ、ねばっぺ、魁                                                       | 悪天候のため5月31日→6月1日へ変更                                                     |
| 2025/05/24 | 20th ヨークタウン坂東 感謝祭                     | ヨークタウン坂東 駐車場内            | 坂東市     | 1部        | 12：40～   | レミトTシャツ白   | ラブドキ、いばらきっしゅ、トーク（坂東のおすすめ）、ねばっぺ、おいラー、魁                                           | 観覧無料／演後物販1,000円以上購入した方へ私物サイン                                  |
| 2025/05/18 | 第50回 ちびっこ広場                              | 千波公園 ふれあい広場                | 水戸市     | 1部        | 15：10〜   | レインボー        | 進め、恋恋、おいパラ、メンサバ、わんうぇい                                                                           | 物販 13：00〜14：30                                                                  |
| 2025/05/06 | あいぱら Vol.3                                   | 水戸OPA                              | 水戸市     | 1部        | 13:50〜    | レミトTシャツ     | 伝、我、トーク（わかなのいいところ）、いばらきっしゅ、ねばっぺ、メンサバ                                             | 観覧無料／物販あり                                                                   |
| 2025/05/06 | あいぱら Vol.3                                   | 水戸OPA                              | 水戸市     | 2部        | 17:20〜    | レミトTシャツ     | わんうぇい、進め、トーク（GWの思い出）、梅、魁 アンコール:おいラー                                                   | 観覧無料／物販あり                                                                   |
| 2025/05/05 | シーマークスクエアLIVE                           | SEA MARK SQUARE                      | 日立市     | 1部        | 11：00〜   | レミトTシャツ白黒 | 恋恋、ワナビー、トーク（最近ハマってる食べ物）、わんうぇい、おいパラ、梅                                             | 観覧無料／各部演後物販                                                               |
| 2025/05/05 | シーマークスクエアLIVE                           | SEA MARK SQUARE                      | 日立市     | 2部        | 14:00〜    | レミトTシャツ白黒 | フライハイ、ラブドキ、トーク（最近お気に入りの髪型）、ななな、おいラー、魁 アンコール:メンサバ                       | 観覧無料／各部演後物販                                                               |
| 2025/05/04 | MITO GW FES                                      | 水戸駅南口ペデストリアンデッキ       | 水戸市     | 1部        | 14：15〜   | ベースボール      | ななな、おいパラ、トーク（レミトに入って良かったこと）、初恋サイダー、進め、魁                                       | 観覧無料／物販あり                                                                   |
| 2025/05/04 | MITO GW FES                                      | 水戸駅南口ペデストリアンデッキ       | 水戸市     | 2部        | 18：40〜   | ベースボール      | 我、メンサバ、トーク（これからの目標）、フライハイ、想、梅                                                           | 観覧無料／物販あり                                                                   |
| 2025/05/03 | ストリート文化祭／水戸まちなかフェスティバル2025 | 水戸駅南口ペデストリアンデッキ       | 水戸市     | 1部        | 11時10分〜 | チャイナ          | ラーメンサバメドレー、梅、魁                                                                                         |                                                                                      |
| 2025/05/03 | ストリート文化祭／水戸まちなかフェスティバル2025 | 水戸駅南口ペデストリアンデッキ       | 水戸市     | 2部        | 15時35分〜 | チャイナ          | わんうぇい、進め、恋恋、おいラー                                                                                     | 物販あり                                                                             |
| 2025/03/30 | 水戸OPA 8th ANNIVERSARY                          | 水戸OPA                              | 水戸市     | 1部        | 14:10〜    | チャイナ          | 伝、梅、トーク(来世何になりたい)、わんうぇい、おいラー、魁                                                           | 観覧無料／物販あり                                                                   |
| 2025/03/30 | ローカルフェス飯                                 | 水戸市民会館                         | 水戸市     | 1部        | 11:00〜    | レミトTシャツ白   | メンサバ、ねばっぺ、トーク(茨城クイズ)、わんうぇい、いばらきっしゅ アンコール:魁                                     | 観覧無料／物販無し                                                                   |
| 2025/03/29 | 水戸OPA 8th ANNIVERSARY                          | 水戸OPA                              | 水戸市     | 1部        | 13:00〜    | レミトTシャツ黒   | 伝、いばらきっしゅ、(花粉症対策)、恋恋、ラーメンサバ                                                                 | 観覧無料／物販あり                                                                   |
| 2025/03/29 | 水戸OPA 8th ANNIVERSARY                          | 水戸OPA                              | 水戸市     | 2部        | 15:30〜    | チャイナ          | ななな、フライハイ、トーク(新衣装の紹介)、わんうぇい、想梅                                                           | 観覧無料／物販あり                                                                   |
| 2025/03/29 | ローカルフェス飯祭                               | 水戸芸術館ステージ                   | 水戸市     | 1部        | 11:00〜    | レミトTシャツ黒   | ワナビー、おいパラ、トーク(茨城の食べ物クイズ)、メンサバ、魁                                                         | 観覧無料／物販無し                                                                   |
| 2025/03/23 | かみね公園スプリングフェスティバル               | かみねレジャーランド                 | 日立市     | 1部        | 11:00〜    | ベースボール      | おいパラ、おいラー、トーク(好きな乗り物)、メンサバ、ねばっぺ、いばらきっしゅ                                         | 緊急開催！！ アイドルと乗れるジェットコースター！！ 観覧無料／物販あり               |
| 2025/03/23 | かみね公園スプリングフェスティバル               | かみねレジャーランド                 | 日立市     | 2部        | 14:00〜    | 制服              | 想、魁、寸劇、わんうぇい、フライハイ、おいラー アンコール:恋恋                                                       | 観覧無料／物販あり                                                                   |
| 2025/03/20 | 水戸OPA 8th ANNIVERSARY                          | 水戸OPA                              | 水戸市     | 1部        |            | 梅                | 恋恋、おいパラ、トーク(8歳の時何してた？)、ななな、フライハイ、おいラー                                              | レミト新体制 観覧無料／物販あり                                                      |
| 2025/03/20 | 水戸OPA 8th ANNIVERSARY                          | 水戸OPA                              | 水戸市     | 2部        |            | 私服              | わんうぇい、恋恋、トーク(水戸OPAの好きなお店)、メンサバ、おいラー、魁                                                | レミト新体制 観覧無料／物販あり                                                      |
| 2025/03/15 | Re-mito ４周年記念LIVE & あかり卒業LIVE          | 水戸OPA                              | 水戸市     | 1部        | 13:00〜    | チャイナ          | 恋恋、ななな、わんうぇい、進め、メンサバ、おいラー                                                                   | 4周年記念LIVE まなちゃんデビュー                                                     |
| 2025/03/15 | Re-mito ４周年記念LIVE & あかり卒業LIVE          | 水戸OPA                              | 水戸市     | 2部        | 13：00〜   | ギャラクシー      | わんうぇい、伝、スイートタイマー、想梅魁 アンコール:おいラー、メンサバ                                               | あかり卒業 LIVE                                                                      |
| 2025/03/09 | 新曲・新衣装発表                                 | 水戸OPA                              | 水戸市     | 1部        | 11:00〜    | チャイナ          | ねばっぺ、わんうぇい、トーク(新衣装の好きなところ)、進め、おいパラ、おいラー                                         | 観覧無料/物販あり                                                                    |
| 2025/03/09 | 新曲・新衣装発表                                 | 水戸OPA                              | 水戸市     | 2部        | 14:00〜    | チャイナ          | ラブドキ、フライハイ、トーク(新曲の好きなところ)、メンサバ、ワナビー、おいラー アンコール:おいラー、魁               | 観覧無料/物販あり                                                                    |
| 2025/02/22 | シーマークスクエアLIVE                           | シーマークスクエア専門店棟１Ｆフード | 日立市     | 1部        | 11：00〜   | ギャラクシー      | ねばっぺ、ラブドキ、トーク(猫派犬派どっち?)、恋恋、おいパラ、魁                                                      |                                                                                      |
| 2025/02/22 | シーマークスクエアLIVE                           | シーマークスクエア専門店棟１Ｆフード | 日立市     | 2部        | 15：00〜   | ギャラクシー      | 伝、アイドルライフスターターパック、トーク(1部の後何してた？)、我、進め、メンサバ アンコール:恋恋                    |                                                                                      |
| 2025/01/26 | 第３回 MITOアートフェスティバル                  | 水戸OPA                              | 水戸市     | 1部        | 12：10〜   | 童話              | おいパラ、ヒロイン育成計画、(寸劇)、伝、わんうぇい                                                                   |                                                                                      |
| 2025/01/26 | 第３回 MITOアートフェスティバル                  | 水戸OPA                              | 水戸市     | 2部        | 16:30〜    | ギャラクシー      | 我、サインはB、きっしゅ、想梅                                                                                        |                                                                                      |
| 2025/01/25 | 第３回 MITOアートフェスティバル                  | 水戸OPA                              | 水戸市     | 1部        | 12：40〜   | 和中ロリ          | ワナビー、フライハイ、ねばっぺ、ななな、メンサバ                                                                     |                                                                                      |
| 2025/01/25 | 第３回 MITOアートフェスティバル                  | 水戸OPA                              | 水戸市     | 2部        | 16:30〜    | ピンク            | 恋恋、進め、chocolate box、ラブドキ、魁                                                                              |                                                                                      |
| 2025/01/19 | 第３回 MITOアートフェスティバル                  | 水戸OPA                              | 水戸市     |            | 12：40〜   | ピンク            | きっしゅ、有頂天ラブ、トーク(茨城のおすすめ)、想梅、魁                                                               |                                                                                      |
| 2025/01/18 | 第３回 MITOアートフェスティバル                  | 水戸OPA                              | 水戸市     |            | 12：40〜   | レインボー        | メンサバ、おいパラ、トーク(水戸の自慢できる所)、惑星ループ、恋恋、わんうぇい、羽ばたこう、ねばっぺ、いばらき愛してる |                                                                                      |
| 2025/01/13 | あい♡ぱら                                        | 水戸OPA                              | 水戸市     |            | 17：15〜   | ギャラクシー      | 我、伝、トーク(レミトの好きな曲)、ラブドキ、きっしゅ、メンサバ アンコール:想梅                                       | 観覧無料／後物販あり                                                                 |
| 2025/01/13 | 市民文化祭 一切合祭                              | 水戸市民会館                         | 水戸市     | 1部        | 11：45〜   | ギャラクシー      | ねばっぺ、ワナビー、トーク(お正月に食べたもの)、おいパラ、進め、わんうぇ                                             | 観覧無料／中物販あり                                                                 |
| 2025/01/13 | 市民文化祭 一切合祭                              | 水戸市民会館                         | 水戸市     | 2部        | 15：30〜   | ギャラクシー      | 恋恋、ななな、(お昼に食べたもの)、メンサバ、フライハイ、魁                                                           | 観覧無料／中物販あり                                                                 |

## 撮影会単独イベント
最新のみ表示　一部非表示（折りたたみ）
| 日付       | イベント名 | 会場                       | 市町村       | ステージ | 時間         | 衣装 | 曲目・内容 | 備考                  |
| ---------- | ---------- | -------------------------- | ------------ | -------- | ------------ | ---- | ---------- | --------------------- |
| 2025/07/06 | 撮影会     | 海の家 山形屋付近 海岸ぞい | ひたちなか市 | 1部      | 集合11：00〜 | 私服 |            | 参加費￥3000 物販あり |

※一部非表示（折りたたみ）［表示］［隠す］クリックで開閉できます
| 日付       | イベント名       | 会場                  | 市町村 | ステージ | 時間   | 衣装 | 曲目・内容                                       | 備考                                  |
| ---------- | ---------------- | --------------------- | ------ | -------- | ------ | ---- | ------------------------------------------------ | ------------------------------------- |
| 2025/06/21 | 浴衣 撮影会      | 保和苑                | 水戸市 | 1部      | 13時〜 | 浴衣 | ななな、恋恋、トーク（今日のポイント）、想、進め | 料金:3,000円 浴衣撮影→ミニライブ→物販 |
| 2025/02/09 | 私服撮影会       | 七ツ洞公園            | 水戸市 |          | 13時〜 | 私服 |                                                  | 3,000円                               |
| 2025/01/05 | 初詣・振袖撮影会 | 偕楽園公園 田鶴鳴梅林 | 水戸市 |          |        | 振袖 |                                                  |                                       |

## 生誕ライブ・単独ライブ・ライブハウス参加
最新のみ表示　一部非表示（折りたたみ）
| 日付       | イベント名                                   | 会場      | 市町村 | ステージ | 時間    | 衣装 | 曲目・内容 | 備考                                    |
| ---------- | -------------------------------------------- | --------- | ------ | -------- | ------- | ---- | ---------- | --------------------------------------- |
| 2025/09/14 | レミト本気ライブ〜この夏最後の卍解チャンス〜 | VOICE水戸 | 水戸市 |          | 13:00～ |      |            | 開場→12:30 料金→3,000円（ドリンク付き） |

※一部非表示（折りたたみ）［表示］［隠す］クリックで開閉できます
| 日付       | イベント名                                | 会場                                               | 市町村 | ステージ | 時間                      | 衣装            | 曲目・内容 | 備考                                                        |
| ---------- | ----------------------------------------- | -------------------------------------------------- | ------ | -------- | ------------------------- | --------------- | --- | ----------------------------------------------------------- |
| 2025/06/22 | みんなのうたんじょうび 〜ハタチのつどい〜 | studio46                                           | 水戸市 | 1部      |                           | ギャラクシー    | 伝、いばらきっしゅ、メンサバ、魁 | 3,000+D                                                     |
| 2025/06/22 | みんなのうたんじょうび 〜ハタチのつどい〜 | studio46                                           | 水戸市 | 2部      |                           | ギャラクシー    | ななな、恋恋、トーク（挑戦してみたい髪色）、進め、想、梅 | 3,000+D                                                     |
| 2025/05/25 | はこどるパラダイス                        | SONIC水戸                                          | 水戸市 | 1部      | 開場14:30／開演15:00      | チャイナ        | ななな、伝、（寸劇）、ラーメンサバメドレー、魁 | レミト予約特典→囲みハート写メ                               |
| 2025/05/17 | えいか生誕パーティ                        | 韓国居酒屋 2030～イーゴンサンゴン～ 水戸駅南口本店 | 水戸市 |          | 13：00〜15：00            | ピンクドレス    | キスミーパティシエ、ツインテール魔法少女、夢見る少女じゃいられない、（プレゼント企画）、おいラー、わんうぇい、超めでたいソング 〜こんなに幸せでいいのかな？〜               | 会費￥5000                                                  |
| 2025/04/29 | さらば！Ai☆NyaN！                         | 長町RIPPLE                                         | 仙台市 | 1部      | Open 10:40- /Start 11:10- | チャイナ        | 我、おいラー、トーク（今の時期に茨城でおすすめ）、伝、ねばっペ | チャイナ（赤白入替え） 並行物販                             |
| 2025/04/29 | さらば！Ai☆NyaN！                         | 長町RIPPLE                                         | 仙台市 | 2部      | 15:30- /Start 15:50-      | 梅              | 想、梅、（美味しかった牛タン、シチュー、テールスープ、）、進め、わんうぇい                                                                                                  |                                                             |
| 2025/04/13 | POEM うえのあい 卒業挨拶回りツアー        | club SONIC mito                                    | 水戸市 | 1部      | 開場/開演→10：50/12：10   | レミトTシャツ白 | ラーメンサバメドレー、恋恋、進め、梅 | 前売/当日→￥3,000+D/￥4,000+D/                              |
| 2025/03/16 | AKARI’s DOSSEI FINAL あかり 卒業LIVE      | VOICE水戸                                          | 水戸市 | 1部      | 13時開演                  | ギャラクシー    | おいラー、ななな、ねばっぺ、我、伝、、フライハイ、恋恋 | 開場12：30／入場￥3000（1D込み） 11：00〜 前物販 あかりのみ |
| 2025/03/16 | AKARI’s DOSSEI FINAL あかり 卒業LIVE      | VOICE水戸                                          | 水戸市 | 2部      | 13時開演                  | ドレス、Tシャツ | わんうぇい、ワナビー 、少女レイ 、完璧主義で☆ 、ハルカ 、 初恋サイダー 、打上花火 、ヒロガリズム 、MY STARWAY 、｢ひとりで生きられそう｣って それってねえ、褒めているの？、想 |                                                             |
| 2025/03/16 | AKARI’s DOSSEI FINAL あかり 卒業LIVE      | VOICE水戸                                          | 水戸市 | 3部      | 13時開演                  | ドレス、Tシャツ | メンサバ、おいラー、想梅魁 ✧あかり卒業式 スマイルアゲイン、進め アンコール:おいラー、メンサバ                                                                               |                                                             |

## 運動会・ボーリング大会などファン交流イベント
最新のみ表示　一部非表示（折りたたみ）
| 日付       | イベント名          | 会場                     | 市町村   | ステージ | 時間     | 衣装 | 曲目・内容 | 備考                                 |
| ---------- | ------------------- | ------------------------ | -------- | -------- | -------- | ---- | ---------- | ------------------------------------ |
| 2025/09/06 | 名古屋港水族館off会 | 名古屋港水族館           | 名古屋市 |          | 15：45〜 |      |            | 15：45ゲート前集合 名古屋遠征のoff会 |
| 2025/04/28 | 仙台オフ会          | 牛タン焼専門店 司 虎横店 | 仙台市   |          | 18時半〜 |      |            | ご予算1人3,000円程度                 |

※一部非表示（折りたたみ）［表示］［隠す］クリックで開閉できます
| 日付       | イベント名   | 会場  | 市町村 | ステージ | 時間    | 衣装     | 曲目・内容                                     | 備考 |
| ---------- | ------------ | ----- | ------ | -------- | ------- | -------- | ---------------------------------------------- | --- |
| 2025/02/11 | レミト運動会 | M-SPO | 水戸市 |          | 12:00〜 | ジャージ | 進め、恋恋、メンサバ、ゴーゴーゴー(運動会の歌) | 🟥熱血梅の花RED ⬜Let'sおいしい白米 ✧紅白戦プログラム ①障害物競走 ②パン食い競争 ③デカパンリレー ④玉運び ⑤借り人競走 ⑥大縄対決 ⑦リレー競走 （綱引き） 参加費→3,000円 高校生以下→1,000円 【持ち物】・上履き・飲み物・ほっかいろ（寒いので） |

## みんなの写真展
| 日付              | イベント名                                        | 会場       | 市町村 | ステージ | 時間 | 衣装 | 曲目・内容 | 備考 |
| ----------------- | ------------------------------------------------- | ---------- | ------ | -------- | ---- | ---- | ---------- | --- |
| 2025/08/10〜08/25 | みんなの写真展2025 『レミトメンバーの夏の想い出』 | 水戸OPA 5F | 水戸市 |          |      |      |            | 応募期間7/19～8/3のイベント物販ブース受付 ・応募写真：A4版 ・写真用紙のみ ・レタッチok、カラーモノクロ不問 ※応募写真の返却は行いません 応募された写真を厳選の上、展示 |

## イベント一覧表
最新のみ表示　一部非表示（折りたたみ）
| 区分                                     | 日付       | イベント名                                   | 会場      | 市町村 | ステージ | 時間    | 衣装 | 曲目・内容 | 備考                                    |
| ---------------------------------------- | ---------- | -------------------------------------------- | --------- | ------ | -------- | ------- | ---- | ---------- | --------------------------------------- |
| 生誕ライブ・単独ライブ・ライブハウス参加 | 2025/09/14 | レミト本気ライブ〜この夏最後の卍解チャンス〜 | VOICE水戸 | 水戸市 |          | 13:00～ |      |            | 開場→12:30 料金→3,000円（ドリンク付き） |

※一部非表示（折りたたみ）［表示］［隠す］クリックで開閉できます
| 区分                                         | 日付       | イベント名                                        | 会場                                               | 市町村       | ステージ   | 時間                     | 衣装              | 曲目・内容 | 備考 |
| -------------------------------------------- | ---------- | ------------------------------------------------- | -------------------------------------------------- | ------------ | ---------- | ------------------------ | ----------------- | --- | --- |
| その他イベント・フェス出演                   | 2025/09/07 | 第11回水戸浪漫三夜祭                              | 二十三夜尊桂岸寺駐車場                             | 水戸市       | 1部        | 13:15〜                  |                   | | 観覧無料／物販あり |
| その他イベント・フェス出演                   | 2025/09/07 | 第11回水戸浪漫三夜祭                              | 二十三夜尊桂岸寺駐車場                             | 水戸市       | 2部        | 20:05〜                  |                   | | 観覧無料／物販あり |
| その他イベント・フェス出演                   | 2025/09/06 | ふるさと全国 県人会まつり                         | 久屋大通公園・エディオン久屋広場・エンゼル広場     | 名古屋市     | 1部        | 12:20〜                  |                   | | 茨城PRチーム（県庁職員・みとちゃん・Re-mito） |
| その他イベント・フェス出演                   | 2025/09/06 | ふるさと全国 県人会まつり                         | 久屋大通公園・エディオン久屋広場・エンゼル広場     | 名古屋市     | 2部        | 13:00〜                  |                   | | 茨城PRチーム（県庁職員・みとちゃん・Re-mito） ゆるキャラ大集合" |
| 運動会・ボーリング大会などファン交流イベント | 2025/09/06 | 名古屋港水族館off会                               | 名古屋港水族館                                     | 名古屋市     |            | 15：45〜                 |                   | | 15：45ゲート前集合 名古屋遠征のoff会 |
| その他イベント・フェス出演                   | 2025/08/30 | シーマークスクエアLIVE                            | シーマークスクエア                                 | 日立市       | 1部        | 11:00〜                  |                   | | 観覧無料／各部演後物販あり |
| その他イベント・フェス出演                   | 2025/08/30 | シーマークスクエアLIVE                            | シーマークスクエア                                 | 日立市       | 2部        | 14:00〜                  |                   | | 観覧無料／各部演後物販あり |
| その他イベント・フェス出演                   | 2025/08/24 | 水戸ティーンズフェスティバル2025                  | 水戸駅南口 ペデストリアンデッキ                    | 水戸市       | 1部        | 10:40〜                  |                   | | 観覧無料／物販あり |
| その他イベント・フェス出演                   | 2025/08/24 | 水戸ティーンズフェスティバル2025                  | 水戸駅南口 ペデストリアンデッキ                    | 水戸市       | 2部        | 16:35〜                  |                   | | 観覧無料／物販あり |
| その他イベント・フェス出演                   | 2025/08/23 | 第42回 あゆの里まつり                             | 神奉地児童公園                                     | 常陸大宮市   | 1部        | 14:00〜                  |                   | | 観覧無料／物販あり |
| その他イベント・フェス出演                   | 2025/08/16 | 第65回 日立あんどんまつり                         | かみねレジャーランド                               | 日立市       | 撮影会     | 14:30〜                  | 私服              | 園内、園内のりものにて撮影（停止、稼働） | 入場有料 撮影会参加費：1000円 |
| その他イベント・フェス出演                   | 2025/08/16 | 第65回 日立あんどんまつり                         | かみねレジャーランド                               | 日立市       | 1部        | 16:40〜                  | 私服              | ななな、ビバサマ、トーク（ジェットコースターどこに乗る？）、ラブドキ、進め、魁                                                                                              | 入場有料／演後一斉物販レミト OGの参加予定 |
| その他イベント・フェス出演                   | 2025/08/16 | 第65回 日立あんどんまつり                         | かみねレジャーランド                               | 日立市       | 2部        | 19:40〜                  | 顔Tシャツ         | ワナビー、恋恋、トーク（好きなアトラクション）、メンサバ、進め、わんうぇい、アンコール:想梅                                                                                 | 入場有料／演後一斉物販レミト OGの参加予定 |
| その他イベント・フェス出演                   | 2025/08/13 | 第21回 さとみ夏まつり                             | 里美ふれあい館イベント広場                         | 常陸太田市   | 1部        | 17：10〜                 | 浴衣              | ワナビー、恋恋、トーク（浴衣のポイント）、ななな、ビバサマ、おいラー | 観覧無料／前後物販 浴衣ライブ 真上に上がる花火大会 ペンライト(2500円)販売 宿題チェキ |
| みんなの写真展                               | 2025/08/10 | みんなの写真展2025 『レミトメンバーの夏の想い出』 | 水戸OPA 5F                                         | 水戸市       |            |                          |                   | | 2025年 08月10日〜08月25日 |
| その他イベント・フェス出演                   | 2025/08/03 | 第65回水戸黄門まつり                              | ワイワイくろばねフェスティバル                     | 水戸市       | 1部        | 11：10〜                 | ベースボール      | 恋恋、ななな、トーク（かき氷の好きな味）、ラーメンサバメドレー、魁 | |
| その他イベント・フェス出演                   | 2025/08/03 | 第65回水戸黄門まつり                              | 泉町2丁目商店街ステージ                            | 水戸市       | 2部        | 12：30〜                 | 納豆Tシャツ       | 我、伝、トーク（食べたいご飯）、想、進め | |
| その他イベント・フェス出演                   | 2025/08/03 | 第65回水戸黄門まつり                              | 泉町2丁目商店街ステージ                            | 水戸市       | 3部        | 16：00〜                 | レミトTシャツ     | ラブドキ、いばらきっしゅ、トーク（好きな遊べる屋台）、フライハイ、おいパラ、ワナビー                                                                                        | |
| その他イベント・フェス出演                   | 2025/08/03 | 第65回水戸黄門まつり                              | 泉町2丁目商店街ステージ                            | 水戸市       | 物販交流会 | 16：30〜                 | レミトTシャツ     | | |
| その他イベント・フェス出演                   | 2025/08/03 | 第65回水戸黄門まつり                              | 泉町2丁目商店街ステージ                            | 水戸市       | 4部        | 20：30〜                 | レミトTシャツ     | ビバサマ、初恋サイダー、（2日間の感想）、ねばっぺ、梅、わんうぇい、トーク（プレゼント企画） アンコール:恋恋、魁                                                             | |
| その他イベント・フェス出演                   | 2025/08/02 | 第65回水戸黄門まつり                              | 泉町2丁目商店街ステージ                            | 水戸市       | 1部        | 12：30〜                 | レミトTシャツ白   | 我、伝、トーク（2日間の目標）、想、進め | |
| その他イベント・フェス出演                   | 2025/08/02 | 第65回水戸黄門まつり                              | 泉町2丁目商店街ステージ                            | 水戸市       | 2部        | 16：00〜                 | レミトTシャツ白   | ビバサマ、わんうぇい、トーク（屋台で食べたもの）、ねばっぺ、梅 | |
| その他イベント・フェス出演                   | 2025/08/02 | 第65回水戸黄門まつり                              | 泉町2丁目商店街ステージ                            | 水戸市       | 物販交流会 | 16：30〜                 | レミトTシャツ白   | | |
| その他イベント・フェス出演                   | 2025/08/02 | 第65回水戸黄門まつり                              | 大工町交番前ステージ                               | 水戸市       | 3部        | 19：15〜                 | ギャラクシー      | ラーメンサバ、トーク（みんなの声を聞きたい）、想梅魁 | |
| その他イベント・フェス出演                   | 2025/08/02 | 第65回水戸黄門まつり                              | 泉町2丁目商店街ステージ                            | 水戸市       | 4部        | 20：30〜                 | ギャラクシー      | 恋恋、ななな、トーク（今日の感想）、おいラー、メンサバ、魁 アンコール:ビバサマ                                                                                              | 豪雨ステージ |
| その他イベント・フェス出演                   | 2025/07/27 | Enjoy! 夏フェス2025                               | 水戸OPA                                            | 水戸市       | 1部        | 10:50〜                  | レインボー        | おいラー、メンサバ、進め、わんうぇい | 物販あり／観覧無料 |
| その他イベント・フェス出演                   | 2025/07/27 | Enjoy! 夏フェス2025                               | 水戸OPA                                            | 水戸市       | 2部        | 14:05〜                  | レインボー        | ねばっぺ、ビバサマ、トーク（夏の目標）、恋恋、想、梅 | 物販あり／観覧無料 |
| その他イベント・フェス出演                   | 2025/07/26 | Enjoy! 夏フェス2025                               | 水戸OPA                                            | 水戸市       | 1部        | 10:50〜                  | シルバー          | 我伝想梅4曲メドレー | 物販あり／観覧無料 |
| その他イベント・フェス出演                   | 2025/07/26 | ひたち大宮夏まつり                                | 大宮商店会ステージ                                 | 常陸大宮市   | 1部        | 18:55〜                  | ベースボール      | ビバサマ、わんうぇい、メンサバ、ねばっぺ、いばらきっしゅ | 前物販（17時から）/観覧無料 |
| その他イベント・フェス出演                   | 2025/07/21 | 海の日 パジャマLIVE                               | 水戸OPA                                            | 水戸市       | 1部        | 11：00〜                 | パジャマ          | （寸劇）、ワナビー、おいラー、（寸劇）、伝、ビバサマ、魁 | 観覧無料／各部演後物販 |
| その他イベント・フェス出演                   | 2025/07/21 | 海の日 パジャマLIVE                               | 水戸OPA                                            | 水戸市       | 2部        | 15：00〜                 | パジャマ          | ラブドキ、ななな、（寸劇）、フライハイ、恋恋、わんうぇい アンコール:想梅メドレー                                                                                            | 観覧無料／各部演後物販 |
| その他イベント・フェス出演                   | 2025/07/19 | 参議院選挙 投票啓発LIVE                           | 水戸OPA                                            | 水戸市       | 1部        | 11：00〜                 | ピンク            | フライハイ、恋恋、（ビバサマレクチャー）、ビバサマ、ワナビー、おいパラ | 観覧無料／各部演後物販 レミトメンバーのマニフェスト発表 |
| その他イベント・フェス出演                   | 2025/07/19 | 参議院選挙 投票啓発LIVE                           | 水戸OPA                                            | 水戸市       | 2部        | 15：00〜                 | レミトTシャツ     | ラブドキ、ビバサマ、ディベート対決、伝、おいラー、ななな アンコール:想梅メドレー                                                                                            | 観覧無料／各部演後物販 レミトメンバーのマニフェスト発表 |
| 「茨の道の駅」シリーズ（道の駅ライブ）       | 2025/07/13 | 【#茨の道の駅】 道の駅 常陸大宮〜かわプラザ〜     | 道の駅 常陸大宮〜かわプラザ〜                      | 常陸大宮市   | 1部        | 11：00〜                 | レインボー        | 我、いばらきっしゅ、（ビバサマレクチャー）、ビバサマ、おいラー | 観覧無料／演後物販 タオルの準備 |
| 「茨の道の駅」シリーズ（道の駅ライブ）       | 2025/07/13 | 【#茨の道の駅】 道の駅 常陸大宮〜かわプラザ〜     | 道の駅 常陸大宮〜かわプラザ〜                      | 常陸大宮市   | 2部        | 14:00〜                  | レインボー        | 進め、ねばっぺ、トーク（メンバーのかわいいところ）、想梅メドレー、ビバサマ アンコール:メンサバ                                                                              | 観覧無料／演後物販 タオルの準備 |
| 撮影会単独イベント                           | 2025/07/06 | 撮影会                                            | 海の家 山形屋付近 海岸ぞい                         | ひたちなか市 | 1部        | 集合11：00〜             | 私服              | | 参加費￥3000 物販あり |
| 茨城グルグルツアー（観光施設巡回型イベント） | 2025/06/29 | 【茨城グルグル】 筑波山山頂LIVE                   | 筑波山ロープウェイつつじヶ丘レストハウス           | つくば市     | 1部        | 11：00〜                 | ベースボール      | 伝、いばらきっしゅ、トーク（山頂で食べたいお菓子）、我、おいパラ、おいラー                                                                                                  | 雨天中止／観覧無料／一部演後物販あり |
| 茨城グルグルツアー（観光施設巡回型イベント） | 2025/06/29 | 【茨城グルグル】 筑波山山頂LIVE                   | 筑波山ロープウェイつつじヶ丘レストハウス           | つくば市     | 2部        | 14：30〜                 | 納豆Tシャツ       | 我、おいパラ、トーク（好きな動物を叫ぶ）、メンサバ、梅、ねばっぺ アンコール:恋恋                                                                                            | 二部演後 山頂私服撮影会 ロープウェイ運賃別参加費￥1000 終発17：00 |
| 生誕ライブ・単独ライブ・ライブハウス参加     | 2025/06/22 | みんなのうたんじょうび 〜ハタチのつどい〜         | studio46                                           | 水戸市       | 1部        |                          | ギャラクシー      | 伝、いばらきっしゅ、メンサバ、魁 | 3,000+D |
| 生誕ライブ・単独ライブ・ライブハウス参加     | 2025/06/22 | みんなのうたんじょうび 〜ハタチのつどい〜         | studio46                                           | 水戸市       | 2部        |                          | ギャラクシー      | ななな、恋恋、トーク（挑戦してみたい髪色）、進め、想、梅 | 3,000+D |
| 撮影会単独イベント                           | 2025/06/21 | 浴衣 撮影会                                       | 保和苑                                             | 水戸市       | 1部        | 13時〜                   | 浴衣              | ななな、恋恋、トーク（今日のポイント）、想、進め | 料金:3,000円 浴衣撮影→ミニライブ→物販 |
| 茨城グルグルツアー（観光施設巡回型イベント） | 2025/06/15 | 【茨城グルグル】 大洗シーサイドステーション       | 大洗シーサイドステーション                         | 大洗町       | 1部        | 11：00〜                 | レミトTシャツ白   | 伝、フライハイ、（寸劇）、ねばっぺ、ワナビー、メンサバ | 観覧無料／物販あり |
| 茨城グルグルツアー（観光施設巡回型イベント） | 2025/06/15 | 【茨城グルグル】 大洗シーサイドステーション       | 大洗シーサイドステーション                         | 大洗町       | 2部        | 14:00〜                  | 私服              | いばらきっしゅ、フライハイ、トーク（夏にしたいこと）、わんうぇい、おいパラ、おいラー アンコール:想梅メドレー                                                                | 観覧無料／物販あり 私服（白黒） |
| 「茨の道の駅」シリーズ（道の駅ライブ）       | 2025/06/14 | 【#茨の道の駅】 道の駅ひたちおおた                | 道の駅ひたちおおた                                 | 常陸太田市   | 1部        | 11：00〜                 | チャイナ          | ラブドキ、いばらきっしゅ、トーク（生まれ変わるなら誰？）、メンサバ、ワナビー、ねばっぺ                                                                                      | 観覧無料／物販あり |
| 「茨の道の駅」シリーズ（道の駅ライブ）       | 2025/06/14 | 【#茨の道の駅】 道の駅ひたちおおた                | 道の駅ひたちおおた                                 | 常陸太田市   | 2部        | 14:00〜                  | レインボー        | ラブドキ、伝、トーク（好きな鳥）、おいラー、魁、わんうぇい アンコール:梅 | 観覧無料／物販あり |
| その他イベント・フェス出演                   | 2025/06/08 | 環境フェスティバル那珂2025                        | 那珂市中央公民館                                   | 那珂市       | 1部        | 13:30〜                  | ギャラクシー      | 想、梅、トーク（環境をより良くするためにすること）、ななな、ワナビー、わんうぇい                                                                                            | 観覧無料／演後物販あり |
| その他イベント・フェス出演                   | 2025/06/07 | プレースポーツみと 2025                           | 水戸市総合運動公園                                 | 水戸市       | 1部        | 11：00〜                 | ベースボール      | 想、梅、（寸劇）、我、フライハイ、進め | 観覧無料／物販あり |
| その他イベント・フェス出演                   | 2025/06/07 | プレースポーツみと 2025                           | 水戸市総合運動公園                                 | 水戸市       | 2部        | 15：00〜                 | ベースボール      | 進め、伝、トーク（好きなスポーツ）、恋恋、わんうぇい、おいラー | 観覧無料／物販あり |
| その他イベント・フェス出演                   | 2025/06/01 | ほこたメロンフェスティバル2025                    | 鹿島灘海浜公園                                     | 鉾田市       | 1部        | 10：40〜                 | ギャラクシー      | おいパラ、恋恋、トーク（好きなメロン）、ラブドキ、ねばっぺ、魁 | 悪天候のため5月31日→6月1日に変更 |
| 生誕ライブ・単独ライブ・ライブハウス参加     | 2025/05/25 | はこどるパラダイス                                | SONIC水戸                                          | 水戸市       | 1部        | 開場14:30／開演15:00     | チャイナ          | ななな、伝、（寸劇）、ラーメンサバメドレー、魁 | レミト予約特典→囲みハート写メ |
| その他イベント・フェス出演                   | 2025/05/24 | 20th ヨークタウン坂東 感謝祭                      | ヨークタウン坂東 駐車場内                          | 坂東市       | 1部        | 12：40～                 | レミトTシャツ白   | ラブドキ、いばらきっしゅ、トーク（坂東のおすすめ）、ねばっぺ、おいラー、魁                                                                                                  | 観覧無料／演後物販1,000円以上購入者に私物サイン |
| その他イベント・フェス出演                   | 2025/05/19 | レミトのTikTokアカウント永久停止                  |                                                    |              |            |                          |                   | | |
| その他イベント・フェス出演                   | 2025/05/18 | 第50回 ちびっこ広場                               | 千波公園 ふれあい広場                              | 水戸市       | 1部        | 15：10〜                 | レインボー        | 進め、恋恋、おいパラ、メンサバ、わんうぇい | 物販 13：00〜14：30 |
| 生誕ライブ・単独ライブ・ライブハウス参加     | 2025/05/17 | えいか生誕パーティ                                | 韓国居酒屋 2030～イーゴンサンゴン～ 水戸駅南口本店 | 水戸市       |            | 13：00〜15：00           | ピンクドレス      | キスミーパティシエ、ツインテール魔法少女、夢見る少女じゃいられない、（プレゼント企画）、おいラー、わんうぇい、超めでたいソング〜こんなに幸せでいいのかな？〜                | 会費￥5000 |
| その他イベント・フェス出演                   | 2025/05/06 | あいぱら Vol.3                                    | 水戸OPA                                            | 水戸市       | 1部        | 13:50〜                  | レミトTシャツ     | 伝、我、トーク（わかなのいいところ）、いばらきっしゅ、ねばっぺ、メンサバ | 観覧無料／物販あり |
| その他イベント・フェス出演                   | 2025/05/06 | あいぱら Vol.3                                    | 水戸OPA                                            | 水戸市       | 2部        | 17:20〜                  | レミトTシャツ     | わんうぇい、進め、トーク（GWの思い出）、梅、魁 アンコール:おいラー | 観覧無料／物販あり |
| その他イベント・フェス出演                   | 2025/05/05 | シーマークスクエアLIVE                            | SEA MARK SQUARE                                    | 日立市       | 1部        | 11：00〜                 | レミトTシャツ白黒 | 恋恋、ワナビー、トーク（最近ハマってる食べ物）、わんうぇい、おいパラ、梅 | 観覧無料／各部演後物販 |
| その他イベント・フェス出演                   | 2025/05/05 | シーマークスクエアLIVE                            | SEA MARK SQUARE                                    | 日立市       | 2部        | 14:00〜                  | レミトTシャツ白黒 | フライハイ、ラブドキ、トーク（最近お気に入りの髪型）、ななな、おいラー、魁 アンコール:メンサバ                                                                              | 観覧無料／各部演後物販 |
| その他イベント・フェス出演                   | 2025/05/04 | MITO GW FES                                       | 水戸駅南口ペデストリアンデッキ                     | 水戸市       | 1部        | 14：15〜                 | ベースボール      | ななな、おいパラ、トーク（レミトに入って良かったこと）、初恋サイダー、進め、魁                                                                                              | 観覧無料／物販あり |
| その他イベント・フェス出演                   | 2025/05/04 | MITO GW FES                                       | 水戸駅南口ペデストリアンデッキ                     | 水戸市       | 2部        | 18：40〜                 | ベースボール      | 我、メンサバ、トーク（これからの目標）、フライハイ、想、梅 | 観覧無料／物販あり |
| その他イベント・フェス出演                   | 2025/05/03 | ストリート文化祭／水戸まちなかフェスティバル2025  | 水戸駅南口ペデストリアンデッキ                     | 水戸市       | 1部        | 11時10分〜               | チャイナ          | ラーメンサバメドレー、梅、魁 | |
| その他イベント・フェス出演                   | 2025/05/03 | ストリート文化祭／水戸まちなかフェスティバル2025  | 水戸駅南口ペデストリアンデッキ                     | 水戸市       | 2部        | 15時35分〜               | チャイナ          | わんうぇい、進め、恋恋、おいラー | 物販あり |
| 生誕ライブ・単独ライブ・ライブハウス参加     | 2025/04/29 | さらば！Ai☆NyaN！                                 | 長町RIPPLE                                         | 仙台市       | 1部        | Open 10:40-/Start 11:10- | チャイナ          | 我、おいラー、トーク（今の時期に茨城でおすすめ）、伝、ねばっペ | チャイナ（赤白入替え）並行物販 |
| 生誕ライブ・単独ライブ・ライブハウス参加     | 2025/04/29 | さらば！Ai☆NyaN！                                 | 長町RIPPLE                                         | 仙台市       | 2部        | 15:30-/Start 15:50-      | 梅                | 想、梅、（美味しかった牛タン、シチュー、テールスープ、）、進め、わんうぇい                                                                                                  | |
| 運動会・ボーリング大会などファン交流イベント | 2025/04/28 | 仙台オフ会                                        | 牛タン焼専門店 司 虎横店                           | 仙台市       |            | 18時半〜                 |                   | | ご予算1人3,000円程度 |
| 生誕ライブ・単独ライブ・ライブハウス参加     | 2025/04/13 | POEM うえのあい 卒業挨拶回りツアー                | club SONIC mito                                    | 水戸市       | 1部        | 開場/開演→10：50/12：10  | レミトTシャツ白   | ラーメンサバメドレー、恋恋、進め、梅 | 前売/当日→￥3,000+D/￥4,000+D |
| その他イベント・フェス出演                   | 2025/03/30 | 水戸OPA 8th ANNIVERSARY                           | 水戸OPA                                            | 水戸市       | 1部        | 14:10〜                  | チャイナ          | 伝、梅、トーク(来世何になりたい)、わんうぇい、おいラー、魁 | 観覧無料／物販あり |
| その他イベント・フェス出演                   | 2025/03/30 | ローカルフェス飯                                  | 水戸市民会館                                       | 水戸市       | 1部        | 11:00〜                  | レミトTシャツ白   | メンサバ、ねばっぺ、トーク(茨城クイズ)、わんうぇい、いばらきっしゅ アンコール:魁                                                                                            | 観覧無料／物販無し |
| その他イベント・フェス出演                   | 2025/03/29 | 水戸OPA 8th ANNIVERSARY                           | 水戸OPA                                            | 水戸市       | 1部        | 13:00〜                  | レミトTシャツ黒   | 伝、いばらきっしゅ、(花粉症対策)、恋恋、ラーメンサバ | 観覧無料／物販あり |
| その他イベント・フェス出演                   | 2025/03/29 | 水戸OPA 8th ANNIVERSARY                           | 水戸OPA                                            | 水戸市       | 2部        | 15:30〜                  | チャイナ          | ななな、フライハイ、トーク(新衣装の紹介)、わんうぇい、想梅 | 観覧無料／物販あり |
| その他イベント・フェス出演                   | 2025/03/29 | ローカルフェス飯祭                                | 水戸芸術館ステージ                                 | 水戸市       | 1部        | 11:00〜                  | レミトTシャツ黒   | ワナビー、おいパラ、トーク(茨城の食べ物クイズ)、メンサバ、魁 | 観覧無料／物販無し |
| その他イベント・フェス出演                   | 2025/03/23 | かみね公園スプリングフェスティバル                | かみねレジャーランド                               | 日立市       | 1部        | 11:00〜                  | ベースボール      | おいパラ、おいラー、トーク(好きな乗り物)、メンサバ、ねばっぺ、いばらきっしゅ                                                                                                | 緊急開催！！ アイドルと乗れるジェットコースター！！観覧無料／物販あり |
| その他イベント・フェス出演                   | 2025/03/23 | かみね公園スプリングフェスティバル                | かみねレジャーランド                               | 日立市       | 2部        | 14:00〜                  | 制服              | 想、魁、寸劇、わんうぇい、フライハイ、おいラー アンコール:恋恋 | 観覧無料／物販あり |
| その他イベント・フェス出演                   | 2025/03/20 | 水戸OPA 8th ANNIVERSARY                           | 水戸OPA                                            | 水戸市       | 1部        |                          | 梅                | 恋恋、おいパラ、トーク(8歳の時何してた？)、ななな、フライハイ、おいラー | レミト新体制 観覧無料／物販あり |
| その他イベント・フェス出演                   | 2025/03/20 | 水戸OPA 8th ANNIVERSARY                           | 水戸OPA                                            | 水戸市       | 2部        |                          | 私服              | わんうぇい、恋恋、トーク(水戸OPAの好きなお店)、メンサバ、おいラー、魁 | レミト新体制 観覧無料／物販あり |
| 生誕ライブ・単独ライブ・ライブハウス参加     | 2025/03/16 | AKARI’s DOSSEI FINAL あかり 卒業LIVE              | VOICE水戸                                          | 水戸市       | 1部        | 13時開演                 | ギャラクシー      | おいラー、ななな、ねばっぺ、我、伝、フライハイ、恋恋 | 開場12：30／入場￥3000（1D込み）11：00〜前物販あかりのみ |
| 生誕ライブ・単独ライブ・ライブハウス参加     | 2025/03/16 | AKARI’s DOSSEI FINAL あかり 卒業LIVE              | VOICE水戸                                          | 水戸市       | 2部        | 13時開演                 | ドレス、Tシャツ   | わんうぇい、ワナビー 、少女レイ 、完璧主義で☆ 、ハルカ 、 初恋サイダー 、打上花火 、ヒロガリズム 、MY STARWAY 、｢ひとりで生きられそう｣って それってねえ、褒めているの？、想 | |
| 生誕ライブ・単独ライブ・ライブハウス参加     | 2025/03/16 | AKARI’s DOSSEI FINAL あかり 卒業LIVE              | VOICE水戸                                          | 水戸市       | 3部        | 13時開演                 | ドレス、Tシャツ   | メンサバ、おいラー、想梅魁 ✧あかり卒業式 スマイルアゲイン、進め アンコール:おいラー、メンサバ                                                                               | |
| その他イベント・フェス出演                   | 2025/03/15 | Re-mito ４周年記念LIVE & あかり卒業LIVE           | 水戸OPA                                            | 水戸市       | 1部        | 13:00〜                  | チャイナ          | 恋恋、ななな、わんうぇい、進め、メンサバ、おいラー | 4周年記念LIVE まなちゃんデビュー |
| その他イベント・フェス出演                   | 2025/03/15 | Re-mito ４周年記念LIVE & あかり卒業LIVE           | 水戸OPA                                            | 水戸市       | 2部        | 13:00〜                  | ギャラクシー      | わんうぇい、伝、スイートタイマー、想梅魁 アンコール:おいラー、メンサバ | あかり卒業 LIVE |
| その他イベント・フェス出演                   | 2025/03/09 | 新曲・新衣装発表                                  | 水戸OPA                                            | 水戸市       | 1部        | 11:00〜                  | チャイナ          | ねばっぺ、わんうぇい、トーク(新衣装の好きなところ)、進め、おいパラ、おいラー                                                                                                | 観覧無料/物販あり |
| その他イベント・フェス出演                   | 2025/03/09 | 新曲・新衣装発表                                  | 水戸OPA                                            | 水戸市       | 2部        | 14:00〜                  | チャイナ          | ラブドキ、フライハイ、トーク(新曲の好きなところ)、メンサバ、ワナビー、おいラー アンコール:おいラー、魁                                                                      | 観覧無料/物販あり |
| 「茨の道の駅」シリーズ（道の駅ライブ）       | 2025/03/08 | 【#茨の道の駅】 道の駅いたこ                      | 道の駅いたこ                                       | 潮来市       | 1部        | 11:00〜                  | シルバー          | 恋恋、ななな、トーク(好きなお花)、メンサバ、きっしゅ、おいパラ | 観覧無料/物販あり 物販で1,000円以上買ったら、私物にサイン |
| 「茨の道の駅」シリーズ（道の駅ライブ）       | 2025/03/08 | 【#茨の道の駅】 道の駅いたこ                      | 道の駅いたこ                                       | 潮来市       | 2部        | 14:00〜                  | 水戸黒            | 我、伝、トーク(今年の春休み何したい)、進め、想梅 アンコール:メンサバ | 観覧無料/物販あり 物販で1,000円以上買ったら、私物にサイン |
| 茨城グルグルツアー（観光施設巡回型イベント） | 2025/03/01 | 【茨城グルグルツアー】 ひたち南ドライブイン       | ひたち南ドライブイン                               | 日立市       | 1部        | 11:00〜                  | レインボー        | ねばっぺ、nerve、トーク（好きな海鮮食べ方）、ななな、進め、魁 | 観覧無料/物販あり |
| 茨城グルグルツアー（観光施設巡回型イベント） | 2025/03/01 | 【茨城グルグルツアー】 ひたち南ドライブイン       | ひたち南ドライブイン                               | 日立市       | 2部        | 14:00〜                  | レインボー        | 想、梅、トーク(お昼ご飯何食べた)、フライハイ、ワナビー、恋恋 アンコール:nerve、進め                                                                                         | 観覧無料/物販あり |
| 「茨の道の駅」シリーズ（道の駅ライブ）       | 2025/02/23 | 【#茨の道の駅】 道の駅 常陸大宮〜かわプラザ〜     | 道の駅 常陸大宮〜かわプラザ〜                      | 常陸大宮市   | 1部        | 11:00〜                  | ピンク            | ななな、フライハイ、トーク(常陸大宮の好きな所)、わんうぇい、きっしゅ、ワナビー                                                                                              | 観覧無料/物販あり |
| 「茨の道の駅」シリーズ（道の駅ライブ）       | 2025/02/23 | 【#茨の道の駅】 道の駅 常陸大宮〜かわプラザ〜     | 道の駅 常陸大宮〜かわプラザ〜                      | 常陸大宮市   | 2部        | 14:00〜                  | ピンク            | 想、進め、トーク(お昼何食べた？)、サインはB、メンサバ、恋恋 アンコール:梅                                                                                                   | 観覧無料/物販あり |
| その他イベント・フェス出演                   | 2025/02/22 | シーマークスクエアLIVE                            | シーマークスクエア専門店棟１Ｆフード               | 日立市       | 1部        | 11：00〜                 | ギャラクシー      | ねばっぺ、ラブドキ、トーク(猫派犬派どっち?)、恋恋、おいパラ、魁 | |
| その他イベント・フェス出演                   | 2025/02/22 | シーマークスクエアLIVE                            | シーマークスクエア専門店棟１Ｆフード               | 日立市       | 2部        | 15：00〜                 | ギャラクシー      | 伝、アイドルライフスターターパック、トーク(1部の後何してた？)、我、進め、メンサバ アンコール:恋恋                                                                           | |
| 「茨の道の駅」シリーズ（道の駅ライブ）       | 2025/02/16 | 【#茨の道の駅】 道の駅 ひたちおおた               | 道の駅 ひたちおおた                                | 常陸太田市   | 1部        | 11：00〜                 | パニエ            | わんうぇい、ワナビー、トーク(好きなイチゴデザート)、ねばっぺ、フライハイ、きっしゅ                                                                                          | 観覧無料／物販あり |
| 「茨の道の駅」シリーズ（道の駅ライブ）       | 2025/02/16 | 【#茨の道の駅】 道の駅 ひたちおおた               | 道の駅 ひたちおおた                                | 常陸太田市   | 2部        | 15：00〜                 | パニエ            | ななな、おいパラ、トーク(お昼ご飯)、想梅、魁 アンコール:我伝 | 観覧無料／物販あり |
| 運動会・ボーリング大会などファン交流イベント | 2025/02/11 | レミト運動会                                      | M-SPO                                              | 水戸市       |            | 12：00〜                 | ジャージ          | 進め、恋恋、メンサバ、ゴーゴーゴー(運動会の歌) | 🟥熱血梅の花RED ⬜Let'sおいしい白米 ✧紅白戦プログラム ①障害物競走 ②パン食い競争 ③デカパンリレー ④玉運び ⑤借り人競走 ⑥大縄対決 ⑦リレー競走 （綱引き） 参加費→3,000円 高校生以下→1,000円 【持ち物】・上履き・飲み物・ほっかいろ（寒いので） |
| 撮影会単独イベント                           | 2025/02/09 | 私服撮影会                                        | 七ツ洞公園                                         | 水戸市       |            | 13時〜                   | 私服              | | 3,000円 |
| 茨城グルグルツアー（観光施設巡回型イベント） | 2025/02/02 | 【茨城グルグル】 大洗シーサイドステーション       | 大洗シーサイドステーション                         | 大洗町       | 1部        | 11:00〜                  | ベースボール      | 伝、フライハイ、(好きな海鮮)、ななな、メンサバ、魁 | 観覧無料/物販あり |
| 茨城グルグルツアー（観光施設巡回型イベント） | 2025/02/02 | 【茨城グルグル】 大洗シーサイドステーション       | 大洗シーサイドステーション                         | 大洗町       | 2部        | 14:00〜                  | ベースボール      | 我、恋恋、トーク(大洗オススメスポット)、ラブドキ、ワナビー、進め アンコール:想梅                                                                                            | 観覧無料/物販あり |
| その他イベント・フェス出演                   | 2025/01/26 | 第３回 MITOアートフェスティバル                   | 水戸OPA                                            | 水戸市       | 1部        | 12:10〜                  | 童話              | おいパラ、ヒロイン育成計画、(寸劇)、伝、わんうぇい | |
| その他イベント・フェス出演                   | 2025/01/26 | 第３回 MITOアートフェスティバル                   | 水戸OPA                                            | 水戸市       | 2部        | 16:30〜                  | ギャラクシー      | 我、サインはB、きっしゅ、想梅 | |
| その他イベント・フェス出演                   | 2025/01/25 | 第３回 MITOアートフェスティバル                   | 水戸OPA                                            | 水戸市       | 1部        | 12:40〜                  | 和中ロリ          | ワナビー、フライハイ、ねばっぺ、ななな、メンサバ | |
| その他イベント・フェス出演                   | 2025/01/25 | 第３回 MITOアートフェスティバル                   | 水戸OPA                                            | 水戸市       | 2部        | 16:30〜                  | ピンク            | 恋恋、進め、chocolate box、ラブドキ、魁 | |
| その他イベント・フェス出演                   | 2025/01/19 | 第３回 MITOアートフェスティバル                   | 水戸OPA                                            | 水戸市       |            | 12:40〜                  | ピンク            | きっしゅ、有頂天ラブ、トーク(茨城のおすすめ)、想梅、魁 | |
| その他イベント・フェス出演                   | 2025/01/18 | 第３回 MITOアートフェスティバル                   | 水戸OPA                                            | 水戸市       |            | 12:40〜                  | レインボー        | メンサバ、おいパラ、トーク(水戸の自慢できる所)、惑星ループ、恋恋、わんうぇい、羽ばたこう、ねばっぺ、いばらき愛してる                                                        | |
| その他イベント・フェス出演                   | 2025/01/13 | あい♡ぱら                                         | 水戸OPA                                            | 水戸市       |            | 17:15〜                  | ギャラクシー      | 我、伝、トーク(レミトの好きな曲)、ラブドキ、きっしゅ、メンサバ アンコール:想梅                                                                                              | 観覧無料／後物販あり |
| その他イベント・フェス出演                   | 2025/01/13 | 市民文化祭 一切合祭                               | 水戸市民会館                                       | 水戸市       | 1部        | 11:45〜                  | ギャラクシー      | ねばっぺ、ワナビー、トーク(お正月に食べたもの)、おいパラ、進め、わんうぇ | 観覧無料／中物販あり |
| その他イベント・フェス出演                   | 2025/01/13 | 市民文化祭 一切合祭                               | 水戸市民会館                                       | 水戸市       | 2部        | 15:30〜                  | ギャラクシー      | 恋恋、ななな、(お昼に食べたもの)、メンサバ、フライハイ、魁 | 観覧無料／中物販あり |
| 撮影会単独イベント                           | 2025/01/05 | 初詣・振袖撮影会                                  | 偕楽園公園 田鶴鳴梅林                              | 水戸市       |            |                          | 振袖              | | |

## 月間歌唱ランキング（2025年以降）
2025年から現在までのライブ歌唱回数を集計したランキングです  
主にファンの記録を基にしており、全ての出演記録を網羅しているわけではありません

### 2025年1月
| 順位 | 曲名（略称）                                           | 回数 |
| ---- | ------------------------------------------------------ | ---- |
| 1    | メンサバ                                               | 4    |
| 2    | おいパラ、想、梅、魁、恋恋、わんうぇい                 | 3    |
| 3    | ねばっぺ、フライハイ、ラブドキ、伝、我、ワナビー、進め | 2    |

### 2025年2月
| 順位 | 曲名（略称）                                           | 回数 |
| ---- | ------------------------------------------------------ | ---- |
| 1    | 恋恋                                                   | 5    |
| 2    | 進め、メンサバ                                         | 4    |
| 3    | フライハイ、梅、伝、我、魁、ワナビー、ななな           | 3    |
| 4    | ねばっぺ、おいパラ、きっしゅ、ラブドキ、想、わんうぇい | 2    |

### 2025年3月
| 順位 | 曲名（略称）                   | 回数 |
| ---- | ------------------------------ | ---- |
| 1    | おいラー                       | 14   |
| 2    | メンサバ                       | 12   |
| 3    | 魁、わんうぇい                 | 9    |
| 4    | 想、恋恋                       | 7    |
| 5    | フライハイ、梅、進め           | 6    |
| 6    | ねばっぺ、おいパラ、伝、ななな | 5    |
| 7    | いばらきっしゅ、ワナビー       | 4    |
| 8    | 我                             | 2    |
| 9    | ラブドキ                       | 1    |

### 2025年4月
| 順位 | 曲名（略称）                                     | 回数 |
| ---- | ------------------------------------------------ | ---- |
| 1    | 梅、進め、おいラー                               | 2    |
| 2    | ねばっぺ、想、伝、我、恋恋、わんうぇい、メンサバ | 1    |

### 2025年5月
| 順位 | 曲名（略称）                                           | 回数 |
| ---- | ------------------------------------------------------ | ---- |
| 1    | おいラー                                               | 7    |
| 2    | 魁、メンサバ                                           | 6    |
| 3    | わんうぇい                                             | 5    |
| 4    | 梅、進め                                               | 4    |
| 5    | おいパラ、恋恋、ななな                                 | 3    |
| 6    | ねばっぺ、フライハイ、いばらきっしゅ、ラブドキ、伝、我 | 2    |
| 7    | 想、ワナビー                                           | 1    |

### 2025年6月
| 順位 | 曲名（略称）                                                             | 回数 |
| ---- | ------------------------------------------------------------------------ | ---- |
| 1    | 梅                                                                       | 6    |
| 2    | 伝、想、恋恋                                                             | 5    |
| 3    | ねばっぺ、おいパラ、いばらきっしゅ、わんうぇい、進め、メンサバ、おいラー | 4    |
| 4    | フライハイ、ラブドキ、我、魁、ワナビー、ななな                           | 3    |

### 2025年7月
| 順位 | 曲名（略称）                                                     | 回数 |
| ---- | ---------------------------------------------------------------- | ---- |
| 1    | ビバサマ                                                         | 7    |
| 2    | 想、梅                                                           | 5    |
| 3    | おいラー                                                         | 4    |
| 4    | ねばっぺ、伝、恋恋、わんうぇい、メンサバ                         | 3    |
| 5    | フライハイ、いばらきっしゅ、ラブドキ、我、ワナビー、ななな、進め | 2    |
| 6    | おいパラ、魁                                                     | 1    |

### 2025年上半期集計
| 順位 | 曲名（略称）                 | 回数 |
| ---- | ---------------------------- | ---- |
| 1    | メンサバ                     | 31   |
| 2    | おいラー                     | 27   |
| 3    | 梅、魁、恋恋、わんうぇい     | 24   |
| 7    | 進め                         | 22   |
| 8    | 想                           | 19   |
| 9    | 伝                           | 18   |
| 10   | おいパラ                     | 17   |
| 11   | ねばっぺ、フライハイ、ななな | 16   |
| 14   | いばらきっしゅ               | 15   |
| 15   | 我、ワナビー                 | 13   |
| 17   | ラブドキ                     | 10   |

### 略称一覧
| 略称           | 正式名称                         |
| -------------- | -------------------------------- |
| おいパラ       | いばらき おいしいパラダイス      |
| わんうぇい     | わんうぇいLOVE                   |
| ねばっぺ       | NEBAPPE☆MITOPPO                  |
| ラブドキ       | LoveLove DokiDoki                |
| ワナビー       | キラリ☆Wannabe!!                 |
| ななな         | なななえぶりでい                 |
| いばらきっしゅ | MITOれて！いばらきっしゅだ〜りん |
| ビバサマ       | VIVA! Summer 音頭                |
| おいラー       | 美味しいラーメン食べたい         |

### 掲載にあたっての注意
- 情報は主にファンの記録を基にしています。全ての出演記録を網羅しているわけではありません
- 個人名や投稿元を特定できる形での掲載はしていません
- 複数の情報源を総合して作成していますが、完全な網羅性は保証されません
- ランキングはあくまで参考情報としてご利用ください
- 今後も情報の更新・修正を継続して行います
- ※ 略称と正式名称が同じ楽曲（例：「梅」「想」など）は省略しています
- 同じ回数の曲は同順位として記載しています

## メンバー
| 名前   | 生年月日      | 担当カラー | 備考 |
| ------ | ------------- | ---------- | ---- |
| えいか | 2009年5月20日 | ピンク     |      |
| わかな | 2009年12月7日 | 緑         |      |
| まな   | 2010年9月9日  | 青         |      |

（候補生）
- ゆま
- ゆう

（旧メンバー）
- ここ
- ソナ
- りん
- もあ
- ひな（黄）
- ひな（紫）
- れいな
- うた ※卒業後も関連イベントにて司会を務めることがある。
- のあ （現 Bunny La Craw : 星 乃彩）
- れお
- みう
- あかり

## ディスコグラフィ
| タイトル | リリース日   | 収録曲                           | 備考 |
| -------- | ------------ | -------------------------------- | ---- |
| Rainbow  | 2022年9月4日 | なななえぶりでい、水戸の恋恋物語 |      |

### 発表楽曲一覧
| 曲名                             | 作詞                               | 作曲                               | 編曲                               | 備考                                                                  |
| -------------------------------- | ---------------------------------- | ---------------------------------- | ---------------------------------- | --------------------------------------------------------------------- |
| NEBAPPE☆MITOPPO                  | 大塚利恵                           | 鎌田雅人                           | 鎌田雅人                           | ご当地アイドルNo.1決定戦U.M.U AWARD 2013 全国優勝曲（2012年12月22日） |
| フライハイ                       | S‑kamikita                         | 望朗                               | 望朗                               | 2013年11月4日発売                                                     |
| いばらき おいしいパラダイス      | 大塚利恵                           | 鎌田雅人                           | 鎌田雅人                           | 茨城を食べよう運動応援ソング（2013年11月12日リリース）                |
| MITOれて！いばらきっしゅだ〜りん | T田氏                              | 96氏                               | 96氏                               |                                                                       |
| LoveLove DokiDoki                | 肥塚良彦                           | Sota Fujimori                      | Sota Fujimori                      | U.M.U. × BEMANIコラボ曲／音ゲー収録                                   |
| 梅                               | DJ'TEKINA//SOMETHING（ゆよゆっぺ） | DJ'TEKINA//SOMETHING（ゆよゆっぺ） | DJ'TEKINA//SOMETHING（ゆよゆっぺ） |                                                                       |
| 想                               | DJ'TEKINA//SOMETHING（ゆよゆっぺ） | DJ'TEKINA//SOMETHING（ゆよゆっぺ） | DJ'TEKINA//SOMETHING（ゆよゆっぺ） |                                                                       |
| 我                               | ゆよゆっぱ                         | ゆよゆっぱ                         | ゆよゆっぱ                         |                                                                       |
| 伝                               | ゆよゆっぱ                         | DJ'TEKINA//SOMETHING（ゆよゆっぺ） | DJ'TEKINA//SOMETHING（ゆよゆっぺ） | 2016年9月24日発表                                                     |
| 魁                               | DJ'TEKINA//SOMETHING（ゆよゆっぺ） | DJ'TEKINA//SOMETHING（ゆよゆっぺ） | DJ'TEKINA//SOMETHING（ゆよゆっぺ） | 2017年7月2日発表                                                      |
| キラリ☆Wannabe!!                 | 多田慎也                           | 多田慎也                           | 中村佳紀                           | 2017年7月29日発表（SONIC水戸）                                        |
| VIVA! Summer 音頭                | KoTa・原田雄一                     | KoTa・原田雄一                     | KoTa・原田雄一                     | 2017年7月29日発表（SONIC水戸）                                        |
| 水戸の恋恋物語                   | umon hanasaki                      | umon hanasaki                      | umon hanasaki                      | 2021年10月31日発表                                                    |
| なななえぶりでい                 | umon hanasaki                      | umon hanasaki                      | umon hanasaki                      | 2022年6月5日発表                                                      |
| わんうぇいLOVE                   | umon hanasaki                      | umon hanasaki                      | umon hanasaki                      | 2024年1月27日発表                                                     |
| 進め！                           | umon hanasaki                      | umon hanasaki                      | umon hanasaki                      | 2024年3月10日発表                                                     |
| メンタルサバイバー               | ゆよゆっぱ                         | ゆよゆっぱ                         | ゆよゆっぱ                         | 2024年8月25日発表                                                     |
| 美味しいラーメン食べたい         | ゆよゆっぱ                         | ゆよゆっぱ                         | ゆよゆっぱ                         | 2025年3月9日発表                                                      |